# Montecchi-Gletscher
Der Montecchi-Gletscher ist ein Gletscher im Norden des ostantarktischen Viktorialands. In den Victory Mountains fließt er vom Bertalan Peak in östlicher Richtung zum Tucker-Gletscher, den er unmittelbar nördlich des Mount Hazlett erreicht.
Der United States Geological Survey kartierte ihn anhand eigener Vermessungen und Luftaufnahmen der United States Navy aus den Jahren von 1960 bis 1962. Das Advisory Committee on Antarctic Names benannte ihn 1970 nach Pietrantonio Montecchi, Geophysiker auf der McMurdo-Station von 1966 bis 1967.